# 1976년 동해 어선 조난 사고
1976년의 동해 어선 조난 사고는 1976년 10월 28일부터 31일까지 동해에 불어닥친 폭풍으로 10여 척의 대한민국의 어선들이 침몰하거나 실종된 사고이다. 이 사고로 모두 327명의 사망 또는 실종자가 발생하였고, 대한민국 최대의 어선 해난사고로 보도되었다.

## 사고 경위
폭풍 주의보
중앙관상대에서는 1976년 10월 28일 새벽과 아침, 각 해상에 폭풍주의보를 발령하였으며, 10월 30일 14시에도 폭풍주의보를 내렸다.
조난을 당한 곳은 울릉도에서도 멀리 떨어진(8노트로 30시간 거리)의 대화퇴(大和堆) 어장이었다. 사고 당일에는 폭풍주의보가 내려져 있었으나 파고는 6~8m로 예보된 3~4m보다 높았고, 우박과 소나기가 동반되었다.
침몰과 조난
1976년 10월 29일 4시, 묵호무전국에서는 독도 동북 해상에서 24명을 태우고 오징어잡이를 하던 제12어성호의 긴급 구조 신호가 접수되었다. 같은 날, 오징어잡이를 하던 제5삼광호, 베델호, 신영호도 각각 구조를 요청한 뒤 연락이 끊겼다. 이들 어선에는 모두 66명이 승선한 것으로 보도되었다.
시간이 지날수록 연락이 끊긴 어선들이 늘어났다. 11월 3일까지 어선 6척이 침몰하고 13척이 실종, 사망하거나 실종한 희생자가 모두 408명에 달하는 것으로 파악되었다.

## 구조 및 수색
사고 당일은 3 ~ 5m의 파도가 일어 구조가 어려웠는데, 1일부터 수색 작업을 시작하여 경비정을 동원한 수색 작업으로 1일 밤까지 3구의 시신을 인양하였다.
대한민국의 정부는 11월 3일 해난구조대책본부와 해난구조본부를 설치하여 경기정과 군함, 비행기를 동원한 구조 작업을 진행하였다.
초기에 대책본부는 실종된 어선들 중 대부분이 식량을 가지고 있어서 침몰되지 않았으면 생존해 있을 것으로 추측하였으나, 통신은 여전히 끊겨 있었다. 치안본부는 11월 8일까지의 집계에서, 7척의 어선이 침몰하여 69명이 조난되었으며 그중 3명의 시신을 인양하였다고 하였다. 통신이 두절되어 행방불명된 어선 10척에는 258명이 승선한 것으로 집계하였다.
실종된 어선들은 귀항예정일인 11월 10일까지 돌아오지 않았고, 대책본부는 실종 선원들의 생환 가능성은 없는 것으로 단정하였다.
11월 17일, 일본 니가타현 사도 군(佐渡郡) 앞바다에 조난된 어선 금용호에서 구명복을 입은 15구의 시신이 발견되었다. 이들은 10월 26일 묵호항에서 어부 35명을 태워 고기잡이에 나간 제5금용호로, 10월 29일의 폭풍을 만나 조난된 것으로 추측되었다. 17일과 18일에는 니가타 현의 사또가 섬 주위에서 16구의 시신이 발견되었다.

## 원인 분석 및 논란
해난 사고의 원인으로 무전기, 방향탐지기, 레이다와 같은 어로 장비의 영세성이 지적되었다. 노후한 소형 어선이 빈약한 장비로 먼 바다에서 어업을 하고 있는 것도 문제점으로 지적되었다. 해경 당국은 어선들의 허위 보고가 구조를 어렵게 하고 있다고 주장하였다.
정확하지 못한 일기예보도 문제점으로 지적되었다. 현지의 어부들은 구조 작업이 신속하지 못하였음을 문제점으로 지적하였다.